# September 2009 Jams
September 2009 Jams is een studioalbum van een combinatie van Brendan Pollard, Michael Daniel en Phil Booth. De eerste en laatste zijn bespeler van allerlei toetsinstrumenten, de tweede is gitarist, ook wel bekend onder de naam Hashtronaut. De Cd-r bevat opnamen van de oefensessie(s), die de drie hielden voor hun concert, dat ze gaven onder de paraplu van Awakenings. Awakenings is een muziekfestival voor elektronische muziek in de ruimste zin des woords. Deze jamsessies mondden uiteindelijk uit in twee lange tracks. De muziek doet denken aan Tangerine Dream uit de tijd van Zeit, een muziekalbum met wellicht de langzaamste muziek uit het tijdperk van de popmuziek. 
De opnamen vonden plaats voor 26 september 2009, want toen moest Pollard, Daniel en Booth optreden. De Cd-r is in een kleine oplage verschenen (<500 stuks).

## Tracks
| Nr. | Titel             | Duur             |
| --- | ----------------- | ---------------- |
| 1.  | catalyst          | circa 51 minuten |
| 2.  | The chaos balance | circa 21 minuten |